# Universal Edition
Universal Edition (UE) es una firma editora de música clásica, sobre todo vinculada a la edición de compositores contemporáneos desde inicios del siglo XX hasta la actualidad.

## Historia
Fundada en 1901 en la Viena del Imperio austrohúngaro como Universal Edition Actiengesellschaft, y originalmente creada para proveer de las obras clásicas más populares y obras educativas al mercado austríaco (lo que entonces dominaban los publicadores de Leipzig Breitkopf & Härtel), la firma pronto se expandió para convertirse en una de las más importantes editoras de música moderna.
En 1904, UE adquirió la editorial Aibl, y así adquirió los derechos de varios obras de Richard Strauss y Max Reger, pero fue con la llegada de Emil Hertzka como director ejecutivo en 1907 (que permaneció como tal hasta su muerte en 1932) cuando se dio un impulso a la publicación de música contemporánea. Bajo Hertzka, UE firmó contratos con un buen número de importantes compositores, incluyendo a Béla Bartók y Frederick Delius en 1908; Gustav Mahler y Arnold Schoenberg en 1909 (la Sinfonía no. 8 de Mahler fue la primera obra que UE publicó con derechos de autor originales); Anton Webern y Alexander von Zemlinsky en 1910; Karol Szymanowski en 1912, y Leoš Janáček en 1917. Mediante la asociación con Schoenberg, también publicó varias obras de Alban Berg.
La dirección de la firma hacia las vanguardias continuaron después de la Segunda Guerra Mundial, cuando UE publicó obras de un número significativo de compositores, entre ellos Luciano Berio, Pierre Boulez, Morton Feldman, Mauricio Kagel, György Kurtág, György Ligeti y Karlheinz Stockhausen.
UE también ha publicado varias ediciones históricas significativas, incluyendo las obras completas de Claudio Monteverdi. En colaboración con Schott, han publicado las series de Wiener Urtext Edition desde 1972. Originalmente consistente de obras para uno o dos ejecutantes desde Johann Sebastian Bach hasta Johannes Brahms, las series pronto se expandieron para incluir un número limitado de obras posteriores, tales como el Ludus Tonalis de Paul Hindemith.
En la actualidad es dirigida por Johann Juranek, Astrid Koblanck y Stefan Ragg, y cuenta con alrededor de 32000 títulos publicados. Tiene sus sucursales en Viena, Londres y Nueva York.
El 19 de octubre de 2007, las amenazas de acciones judiciales por parte de Universal Editión sobre el sitio web Proyecto Biblioteca Internacional de Partituras Musicales provocaron que este a cerrar sus servicios, al argumentar Universal Edition que algunas obras bajo dominio público según la legislación de algunos países se encontraban en la ubicación del servidor en Canadá.

## Enlaces relacionados
- Página de Universal Edition.

- Datos: Q569779
- Multimedia: Universal Edition / Q569779